# Оксон (Об)
Оксон (фр. Auxon) насеље је и општина у североисточној Француској у региону Шампања-Ардени, у департману Об која припада префектури Троа.
По подацима из 2011. године у општини је живело 953 становника, а густина насељености је износила 37,39 становника/km². Општина се простире на површини од 25,49 km². Налази се на средњој надморској висини од 157 метара.

## Демографија
| 1962. | 1968. | 1975. | 1982. | 1990. | 1999. | 2011. |
| ----- | ----- | ----- | ----- | ----- | ----- | ----- |
| 790   | 801   | 764   | 861   | 905   | 927   | 953   |

График промене броја становника у току последњих година